# Kohei Hiramatsu
Kohei Hiramatsu (平松 康平 Hiramatsu Kohei?), född 19 april 1980 i Shizuoka prefektur, är en japansk före detta fotbollsspelare.
Hiramatsu började sin karriär 1998 i Shimizu S-Pulse. Han spelade 138 ligamatcher för klubben. Med Shimizu S-Pulse vann han japanska cupen 2001. 2008 flyttade han till FC Ryukyu. Efter FC Ryukyu spelade han för Fujieda MYFC. Han avslutade karriären 2010.